# Diocèse de Blois
Pour les articles homonymes, voir Blois (homonymie).
Le diocèse de Blois (en latin : Dioecesis Blesensis) est un diocèse de l'Église catholique en France, basé à Blois. Érigé en 1697, il est supprimé en 1802. Rétabli dès 1822, il couvre le département de Loir-et-Cher. Depuis 2002, il est suffragant de l'archidiocèse métropolitain de Tours. Le siège épiscopal est occupé par Francis Bestion.

## Caractéristiques
Le diocèse a pour patron principal Saint Louis.
En 2022, 66 prêtres sont en activité dans le diocèse, dont 16 incardinés.

## Histoire

### Ancien Régime
Le diocèse est érigé le 1er juillet 1697, par le pape Innocent XII, pendant le règne de Louis XIV. L'énorme étendue du diocèse de Chartres avait donné l'idée de le démembrer.
Sous l'Ancien Régime, le territoire du diocèse de Blois correspondait à la partie méridionale du diocèse de Chartres. Le nouveau diocèse demeurait dans la province ecclésiastique de Paris. Son territoire était alors subdivisé en trois archidiaconés : archidiaconé de Blois, archidiaconé de Vendôme et archidiaconé de Dunois, qui lui-même était subdivisé en deux doyennés : doyenné du Perche et doyenné de Beauce.
En 1790, l'évêché de Blois devint suffragant de Bourges, puis il se voit supprimé en 1802. Rétabli en 1822, il est à nouveau suffragant de Paris.

### Depuis leXXesiècle

Localisation du diocèse.

En 1993, la communauté Saint-Martin installe dans le diocèse de Blois sa maison-mère et sa maison de formation de prêtres, à Candé-sur-Beuvron, où elle reste jusqu'en 2014.
Depuis la nouvelle organisation des provinces ecclésiastiques de France en 2002, Blois est suffragant de Tours.
En juin 2023, Jean-Pierre Batut, évêque depuis 2014, est nommé évêque auxiliaire de Toulouse. Didier-Marie de Lovinfosse, vicaire général et prêtre de la communauté Saint-Martin, est élu administrateur diocésain,.
Le 1er décembre 2024, Fancis Bestion est installé évêque de Blois. 